# Château de Kamiizumi
Le château de Kamiizumi (上泉城, Kamiizumi-jō) était situé dans la province de Kai au-début de l'ère Sengoku au Japon. Pendant toute cette période, le château était contrôlé par le père de Kamiizumi Nobutsuna, le célèbre samouraï. On sait que le père de Nobutsuna fit en sorte que son fils soit très versé en bujutsu, art martial auquel il l'entraîna assidument près de son château. Grâce à l'entraînement de son père, Nobutsuna devint rapidement un maître de la lance et de l'épée.